# Ropalidia brazzai
Ropalidia brazzai är en getingart som först beskrevs av François du Buysson 1906.  Ropalidia brazzai ingår i släktet Ropalidia och familjen getingar. Inga underarter finns listade i Catalogue of Life.